# Stal żarowytrzymała
Stal żarowytrzymała – odmiana stali żaroodpornej, od której wymaga się zachowania wytrzymałości w wyższych temperaturach (ponad 500–550 °C), w których zwykła stal nie zachowuje stabilności kształtu (pełzanie). Jest też odporniejsza na działanie tlenu i gazów utleniających w takich warunkach.
Poza składnikami typowymi dla stali żaroodpornej, tj. chrom (Cr) (13–28%), nikiel (Ni) (8–27%) i molibden (Mo), zawiera też inne dodatki stopowe, np. wanad (V), tytan (Ti), niob (Nb), krzem (Si). Zawartość węgla jest zwykle bardzo niska, do 0,16%. Zazwyczaj są to stale o budowie austenitycznej, należące do klasy stali nierdzewnych.
Typowe zastosowania to elementy reaktorów jądrowych, silników odrzutowych i turbin gazowych. Wytwarzane są z niej także części maszyn, śruby, nakrętki, blachy, pręty, rury itp.

## Stal zaworowa
Odmianą stali żarowytrzymałej o nieco innym składzie i budowie jest stal zaworowa. Jej podstawowe składniki to chrom i krzem. Wyższa jest w niej zawartość węgla – 0,4–0,6%. Może pracować do temperatury 750 °C. Zazwyczaj ma budowę martenzytyczną, ale znane są też stale zaworowe o strukturze austenitycznej i austenityczno-ferrytycznej, które mają jeszcze wyższą wytrzymałość w wysokich temperaturach. W ich przypadku dodatek krzemu zastąpiony jest obecnością azotu, niklu i manganu (Mn).

## Gatunki
Polska Norma PN-71/H-86022 definiuje następujące gatunki stali żarowytrzymałych:
- H18N9S, H23N13, H20N12S2, H23N18, H25N20S2, H18N25S2
- H9S2, H10S2M, 4H14N14W2M, 50H21G9N4 (stale zaworowe)